# Voto di castità (film)
Voto di castità è un film del 1976 diretto da Joe D'Amato.

## Trama
Un anziano libertino, ex proprietario di una casa di tolleranza, piuttosto che lasciare la sua eredità al nipote che vuole farsi prete, destina i suoi averi ad un ospizio per vecchie prostitute.

## Distribuzione
Inizialmente il film doveva intitolarsi Il seminarista e vennero prodotte alcune locandine con questo titolo. Fu presentato al Ministero dello spettacolo il 23 aprile 1976, ma venne bocciato per la presenza di scene erotiche, di rapporti eterosessuali od omosessuali e perché incentrato sul desiderio sessuale di un figlio verso la madre. La pellicola venne rimontata in modo da eliminare i riferimenti all'omosessualità del protagonista, venne aggiunto un prologo e il personaggio della madre venne trasformato in una semplice affidataria grazie ad un lavoro di ridoppiaggio. Il film così modificato venne presentato al Ministero il 13 agosto con il nuovo titolo Voto di castità ed ottenne il nulla osta il 17 settembre. Ciononostante le pellicole vennero sequestrate quasi subito per ordine del questore di Milano. Il 28 febbraio 1977 il tribunale di Milano ne ordinò il dissequestro.